# Euphonia luteicapilla
L'eufonia corona gialla o eufonia calotta gialla, nota anche come organista corona gialla o organista calotta gialla (Euphonia luteicapilla (Cabanis, 1861)) è un uccello passeriforme della famiglia dei Fringillidi.

## Etimologia
Il nome scientifico della specie, luteicapilla, deriva dall'unione delle parole latine luteus ("dorato") e capillus ("capelli"), col significato di "dai capelli gialli": il suo nome comune altro non è che la traduzione di quello scientifico.

## Descrizione

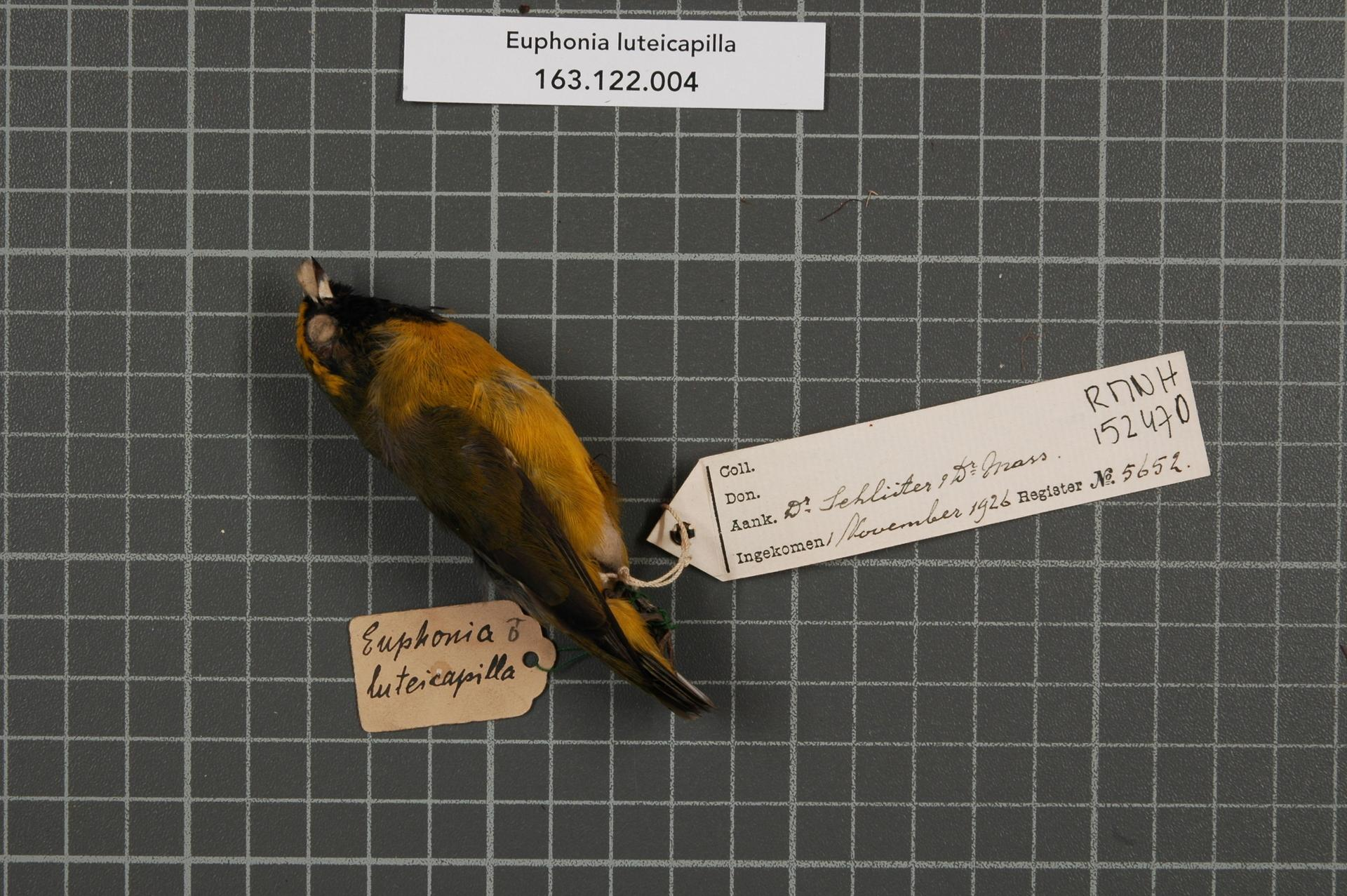
Maschio impagliato.

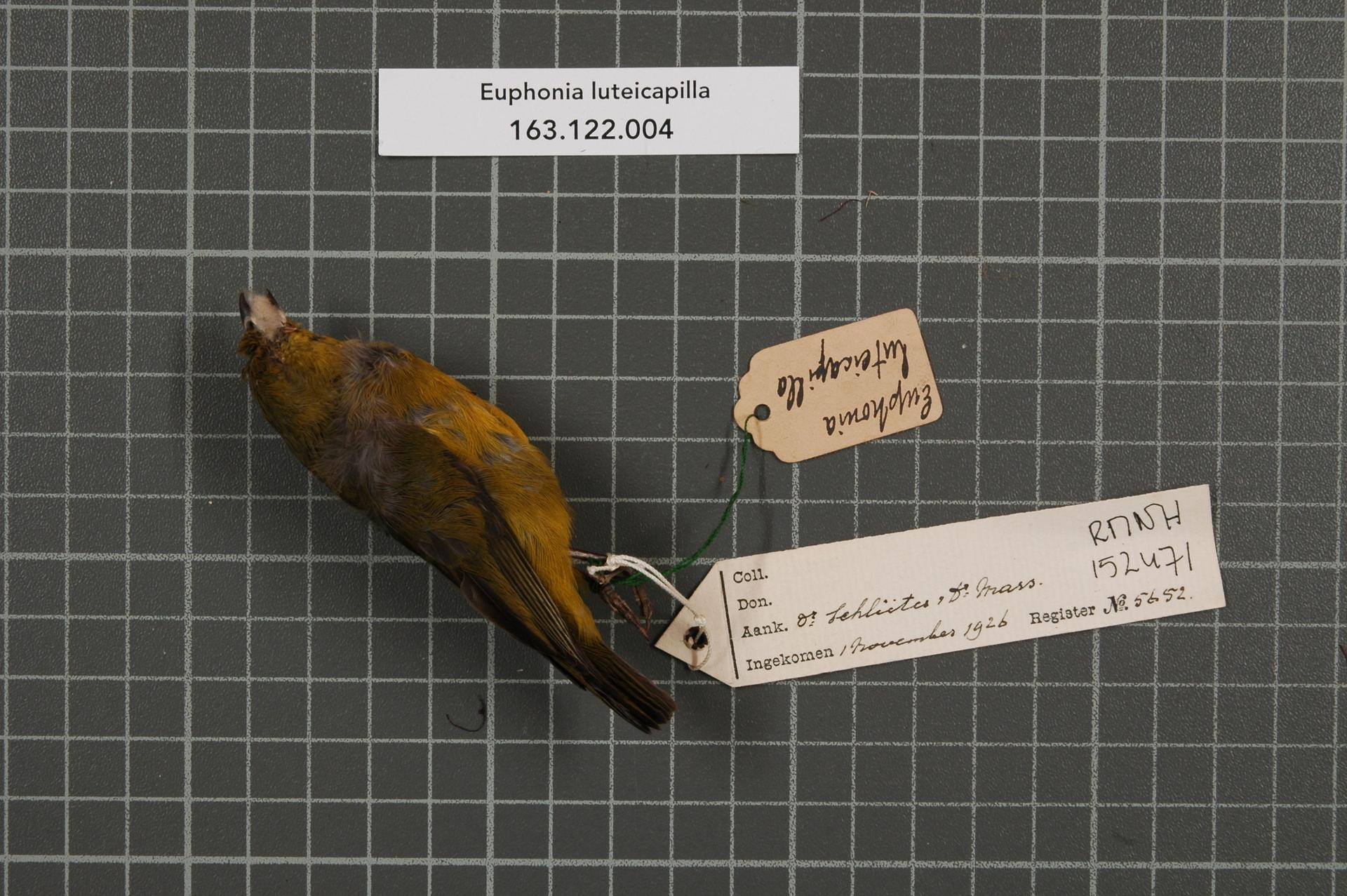
Femmina impagliata.

### Dimensioni
Misura 9 cm di lunghezza, per 11,4-14,5 g di peso.

### Aspetto
Si tratta di un uccelletto dall'aspetto robusto, munito di testa arrotondata, becco conico dalla punta superiore lievissimamente ricurva verso il basso, ali appuntite e corta coda squadrata.
Il piumaggio presenta netto dimorfismo sessuale: le femmine, infatti, si presentano di colore bruno-grigiastro su testa, dorso, ali e coda (con le ultime due munite di penne dalle punte nerastre con sfumature color cannella), mentre l'area ventrale è beige con distinte sfumature giallo-arancio su faccia, petto e ventre. Nei maschi, invece, la livrea è di colore nero-bluastro su testa, dorso, petto, ali e coda, con sfumature metalliche violacee, mentre il ventre, i fianchi e (come intuibile sia dal nome scientifico che dal nome comune) fronte e vertice sono di colore giallo oro.

In ambedue i sessi gli occhi sono di colore bruno scuro, mentre zampe e becco sono di colore nerastro.

## Biologia

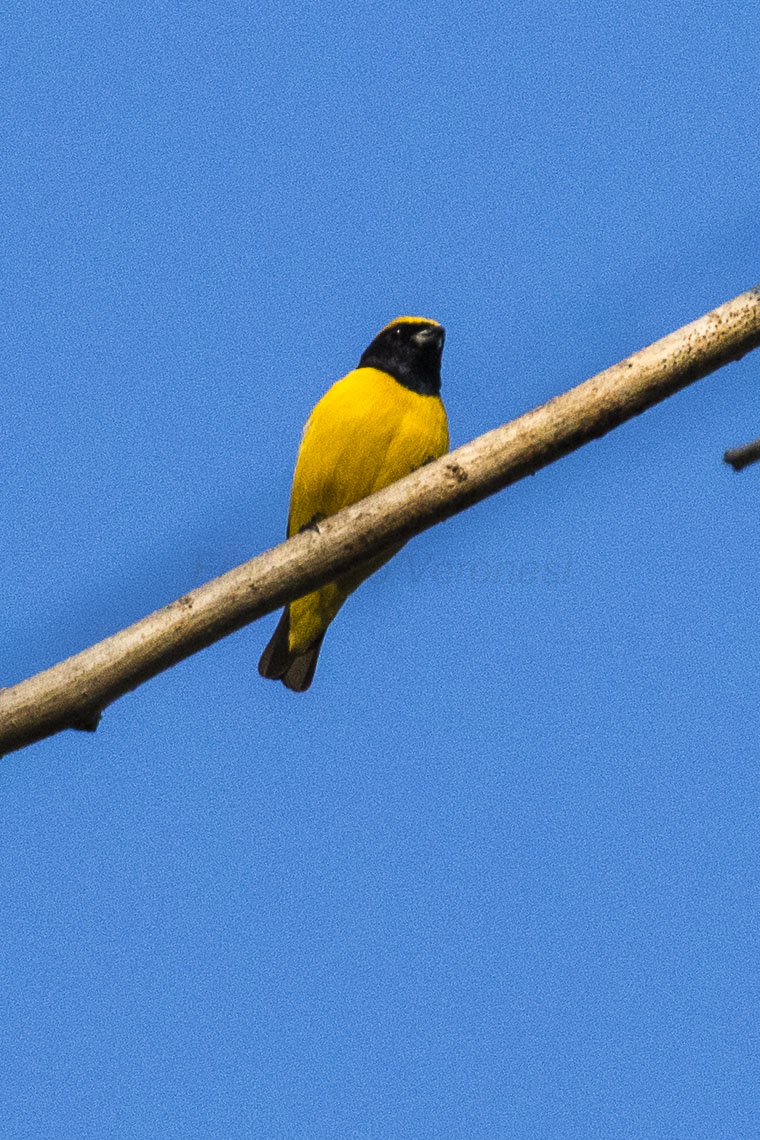
Maschio in Costa Rica.

Si tratta di uccelli diurni, che vivono da soli o in coppie (al massimo in gruppetti che constano di 3-4 individui) e passano la maggior parte della giornata alla ricerca di cibo fra la vegetazione cespugliosa o arborea.

### Alimentazione
La dieta di questi uccelli è in massima parte frugivora e composta da Loranthaceae, nonché in misura minore anche di bacche e frutti di altre piante e, sebbene in percentuale trascurabile, anche di piccoli invertebrati.

### Riproduzione
Il periodo riproduttivo va da gennaio a luglio, con picchi fra marzo e maggio: durante questo periodo viene generalmente portata avanti una singola covata, ma talvolta, in caso di cibo particolarmente abbondante, le coppie (si tratta infatti di uccelli rigidamente monogami) possono portare avanti due covate.
I due sessi collaborano nella costruzione del nido, di forma ovale e costruito nel folto dei cespugli. Nella camera interna del nido, foderata con piumino e materiale morbido (mentre l'esterno viene costruito intrecciando fibre vegetali e rametti), la femmina depone 2-4 uova, che cova da sola (col maschio che staziona nei pressi, tenendo d'occhio i dintorni ed occupandosi di reperire il cibo per sé e per la compagna) per circa tre settimane. I pulli, ciechi e implumi alla schiusa, vengono accuditi da ambedue i genitori: essi sono in grado d'involarsi a circa tre settimane di vita, e possono dirsi indipendenti a circa un mese dalla schiusa.

## Distribuzione e habitat

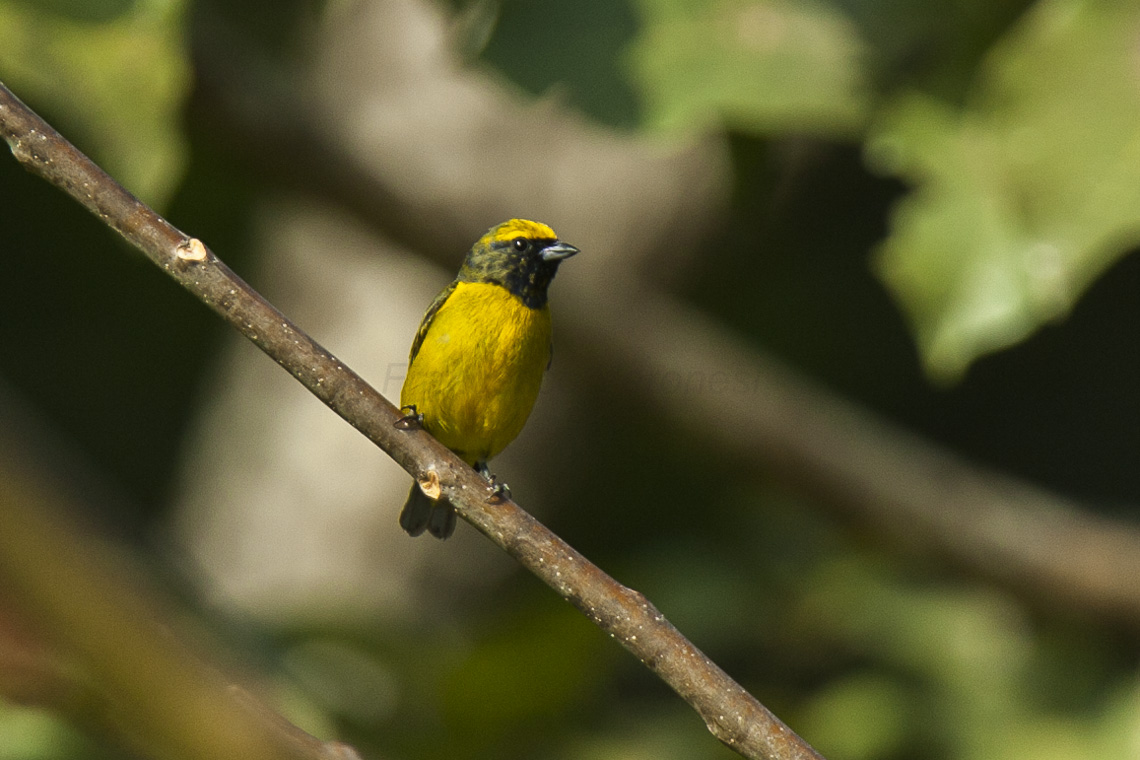
Maschio a Panama.

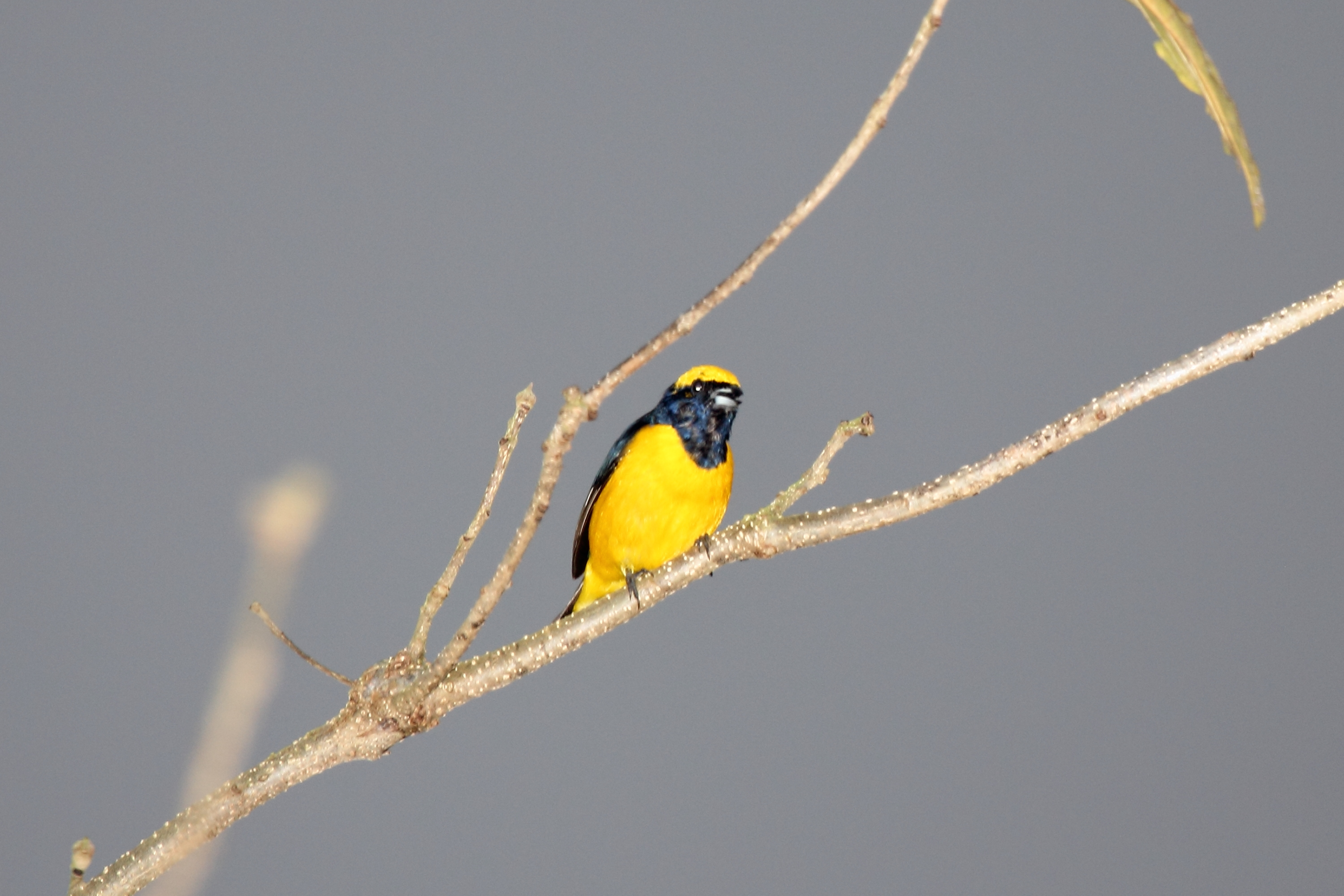
Maschio in natura.

L'eufonia calotta dorata è diffusa in America centrale, dove popola le pendici della Cordigliera Vulcanica Centrale dal Nicaragua centro-orientale al canale di Panama ad est e dalla Costa Rica nord-occidentale (provincia di Guanacaste) al Darién centrale.
L'habitat di questo uccello è rappresentato dalle aree aperte cespugliose o con macchie arboree, nonché dalle radure boschive: questi uccelli si dimostrano molto adattabili, colonizzando sia ambienti secchi che umidi e spingendosi anche in aree antropizzate, come pascoli e zone coltivate.